# Snowflakes Are Dancing
Snowflakes Are Dancing es el primer álbum de estudio oficial del compositor e intérprete japonés Isao Tomita. El trabajo se publicó en septiembre de 1974. En su segunda edición publicada en Japón en 1991 el disco pasó a llamarse Clair de Lune' por contener como pieza central del álbum a esta melodía, pero en su tercer lanzamiento del año 2000 conservó su nombre original.

## Orígenes
El disco en sí es una compilación de grandes composiciones de Claude Debussy en especial la melodía Clair de Lune. Básicamente lo que hace Tomita es una interpretación electrónica de todos los movimientos y piezas de una composición musical orquestada. Más allá de sólo dedicarse a interpretar las obras clásicas puntualmente, Isao Tomita mezcla, proporciona y agrega efectos sonoros con distintos sintetizadores y samplers de la época; estos serían un tipo de voces sintetizadas, por tal vez un vocoder, que aparecen en un intermedio de la melodía o formando parte de la interpretación.

## Lista de temas

### Primera Edición
- Edición de 1974 (en LP) y de 1986 (en CD)

| Lado A |                          |                          |          |  |
| N.º    | Título                   | Movimiento               | Duración |  |
| 1.     | «Snowflakes Are Dancing» | Children's Corner, No. 4 | 2:10     |  |
| 2.     | «Reverie»                |                          | 4:44     |  |
| 3.     | «Gardens In The Rain»    | Estampes, No. 3          | 3:41     |  |
| 4.     | «Clair De Lune»          | Suite Bergamasque, No. 3 | 5:48     |  |
| 5.     | «Arabesque No. 1»        |                          | 3:57     |  |
| 20:20  |                          |                          |          |  |

| Lado B |                                 |                          |          |  |
| N.º    | Título                          | Movimiento               | Duración |  |
| 6.     | «The Engulfed Cathedral»        | Preludes, Book 1, No. 10 | 6:18     |  |
| 7.     | «Passepied»                     | Suite Bergamasque, No. 4 | 3:18     |  |
| 8.     | «The Girl With The Flaxen Hair» | Preludes, Book 1, No. 8  | 3:25     |  |
| 9.     | «Golliwog's Cakewalk»           | Children's Corner, No. 6 | 2:50     |  |
| 10.    | «Footprints In The Snow»        | Preludes, Book 1, No. 6  | 4:30     |  |
| 20:21  |                                 |                          |          |  |

- En su versión digitalizada (en CD) el orden es el mismo, pero de corrido.

### Edición Remasterizada de 2000
| Snowflakes Are Dancing |                                      |          |  |
| N.º                    | Título                               | Duración |  |
| 11.                    | «Prelude To The Afternoon Of A Faun» | 10:18    |  |
| 51:01                  |                                      |          |  |

## Observaciones
- La melodía Prelude To The Afternoon Of A Faun proviene del lanzamiento del álbum Firebird de Tomita de 1975.